# Colobicus
Colobicus is een geslacht van kevers uit de familie somberkevers (Zopheridae).

## Soorten
Deze lijst is mogelijk niet compleet.
- C. hirtus
- C. marginatus
- C. minutus
- C. parilis